# Palman
Palman (en serbio: Палман, en latín: Palmanus; fl. 1310-1363) fue un noble alemán, caballero y comandante mercenario de la guardia alemana en el ejército imperial serbio de uno de los más prolíficos gobernantes europeos de su tiempo, Dušan el Poderoso.

## Orígenes y primeros años
Palman nació hacia 1290, en Estiria (actual Austria), en una familia noble católica. Tenía la afección facial de labio leporino. Palman se crio en la corte de su padre, y a los 13 años se convirtió en hombre de la corte. A los 16 años se convirtió en escudero (armiger) al servicio de Enrique III de Gorizia hasta 1310 cuando murió su padre y regresó a Estiria y heredó todas las propiedades familiares. Luego sirvió a la Casa de Habsburgo; uno de los duques nombró caballero a Palman durante el matrimonio de su hija. A los 27 años, se operó el labio leporino en Venecia, ya que pensó que lo ayudaría a recuperar a su amor, una condesa de regreso a casa que no sentía lo mismo, sin embargo, no sirvió de nada. Con el corazón roto, se unió a los torneos de caballeros en todo el Sacro Imperio Romano Germánico, donde luchó durante varios años, perdiendo un dedo. Después de regresar, y todavía sin tener su amor respondido, decidió partir hacia Tierra Santa.
Palman y su séquito cruzaron Zeta, una provincia marítima del Reino de Serbia, en manos del rey joven (heredero) Esteban Uroš IV Dušan, y decidieron unirse a su servicio como mercenarios.

## Al servicio del Imperio serbio
Palman se convirtió en el "capitán de la guardia alemana", una unidad mercenaria bajo la mano directa de Dušan, compuesta por él y su séquito (300 alemanes). En enero o febrero de 1331, Dušan estaba peleando con su padre, el rey Esteban Uroš III, quizás presionado por la nobleza. Según fuentes pro-Dušan contemporáneas, los malvados consejeros volvieron a Uroš III contra su hijo; decidió apoderarse de Dušan y excluirlo de su herencia. Uroš III envió un ejército a Zeta contra su hijo, el ejército devastó Escútari, pero Dušan había cruzado el Bojana. Un breve período de anarquía en partes de Serbia tuvo lugar antes de que el padre y el hijo firmaran la paz en abril de 1331. Tres meses después, Uroš III ordenó a Dušan que se reuniera con él. Dušan temía por su vida y sus consejeros lo persuadieron para resistir, por lo que Dušan, incluido el ejército de Palman, marchó desde Escútari a Nerodimlje, donde [[batalla de sitiaron a su padre. Uroš III huyó y Dušan capturó el tesoro y la familia. Dušan luego persiguió a su padre y lo alcanzó en Petrić. El 21 de agosto de 1331, Uroš III se rindió y, por consejo o insistencia de los asesores de Dušan, fue encarcelado. Dušan fue coronado rey de todas las tierras serbias y marítimas en la primera semana de septiembre. Palman también tuvo su título elevado.
A continuación, reprimió las revueltas en Zeta, por Bogoje, y en las posesiones serbias del norte de Albania, donde envió a su sobrino a través de su hermana, Đorđe con una banda de mercenarios.
Hacia 1336, se decidió que Dušan se divorciaría de Helena, su esposa, ya que aún no había dado a luz a un heredero. Al mismo tiempo, comenzaron las conversaciones con el duque austríaco Otón V para que su sobrina, la hija del rey alemán Federico el Hermoso, Isabel, se casara con Dušan. Los delegados austríacos llegaron a Kotor, en la Serbia marítima, en primavera. El mediador del asunto fue Palman. Isabel, a quien no pidieron su consentimiento, se horrorizó al pensar que la habían empujado al mundo desconocido, a una tierra bárbara del Este, para casarse con un rey de otra religión, que ya estaba casado. Ella se volvió agudamente ansiosa y murió. Cuando la reina Helena se enteró del posible divorcio, se apresuró a concebir y prometió un hijo para calmar a Dušan. De hecho, en el invierno, Helena quedó embarazada de un hijo.
Cuando Dušan forjó una alianza con el fugitivo bizantino Juan Cantacuceno y cuando se acordó que ambos conquistarían el territorio bizantino, Dušan tomó Veria, una ciudad importante en Tracia. Como medida de seguridad, se envió al ejército de Palman a tomar posesión del pueblo. Sin embargo, Cantacuceno más tarde ese año engañó a Dušan y recuperó Veria. Permitió que las tropas de Palman abandonaran la ciudad a salvo mientras mantenía a los serbios de la ciudad como rehenes. 
En marzo de 1355, un delegado papal encabezado por el obispo Pedro Tomás llegó a Serbia en una misión para convertir a los serbios al catolicismo (los serbios esperaban obtener ayuda del estado papal para organizar una cruzada contra los turcos otomanos), y Dušan, que estaba enojado con Luis I de Hungría, prohibió a los católicos de su ejército incorporarse al sermón del obispo papal. Al escuchar que los mercenarios alemanes se unieron a un sermón, Dušan se enfureció, pero recuperó la compostura poco después, cuando su comandante, Palman, dijo que defenderían su fe, no solo aceptando el castigo sino incluso enfrentándose al ejército imperial de Dušan, si fuera necesario. El obispo papal, irritado por el fracaso de su misión, se volvió a casa y en el camino visitó a Luis I, pidiéndole que continuara con furia la guerra contra Serbia.
En 1355, su unidad fue enviada por Dušan para guarnecer la ciudad de Klis (en el reino de Jelena, su hermana) debido a que los vasallos croatas de Hungría avanzaban hacia Klis y Skradin. Después de la muerte de Dušan en 1355, trabajó para Teodora Lazarević. En 1363 fue beneficiario de un testamento en Ragusa.